# Belvue
Belvue est une municipalité américaine située dans le comté de Pottawatomie au Kansas.
Lors du recensement de 2010, sa population est de 205 habitants. La municipalité s'étend alors sur une superficie de 0,12 mille carré (0,31 km2).
Belvue est fondée en mars 1871 par A. J. Baker et Malcolm Gregory,. Son bureau de poste ouvre au mois de mai de la même année,. Elle doit son nom à son environnement.